# Charles M. Lieber
Pour les articles homonymes, voir Lieber.
Charles M. Lieber, né le 9 avril 1959 à Philadelphie (États-Unis), est un chimiste américain, pionnier dans le domaine de la nanoscience et de la nanotechnologie.
En 2011, Lieber a été nommé par Thomson Reuters comme le premier chimiste au monde pour la décennie 2000-2010 en fonction de l'impact de ses publications scientifiques. Il est connu pour ses contributions à la synthèse, l'assemblage et la caractérisation de matériaux et de nanodispositifs à l'échelle nanométrique, l'application de dispositifs nanoélectroniques en biologie et en tant que mentor de nombreux leaders en nanoscience.

## Biographie
Lieber a publié plus de 400 articles dans des revues à comité de lecture et a édité et contribué à de nombreux livres sur les nanosciences. Il est le principal inventeur de plus de cinquante brevets ou demandes délivrés aux États-Unis et a rejoint la société de nanotechnologie Nanosys en tant que cofondateur scientifique en 2001 et Vista Therapeutics en 2007. En 2012, Lieber a reçu le prix Wolf en chimie.
Le 28 janvier 2020, Lieber est arrêté pour avoir fait de fausses déclarations au département américain de la Défense et aux enquêteurs de Harvard concernant sa participation au programme chinois Thousand Talents Program, qui a été critiqué comme une menace pour la sécurité nationale. Le programme a été créé par le gouvernement chinois pour payer les scientifiques étrangers pour l'accès à leurs recherches. En outre, sa maison a été perquisitionnée par le Bureau fédéral d'enquête. Le 21 décembre 2020, il est reconnu coupable d'avoir caché ses liens avec le programme chinois "Mille talents". Selon le procureur, ses aspirations à recevoir le prix Nobel sont en partie ce qui l'a poussé à dissimuler ses liens avec la Chine,.

## Carrière
Lieber a rejoint le département de chimie de l'université Columbia en 1987, où il a été professeur adjoint (1987-1990) et professeur agrégé (1990-1991) avant de déménager à Harvard en tant que professeur titulaire (1992). Il occupe maintenant un poste conjoint à l'université Harvard au département de chimie et de biologie chimique et à la Harvard Paulson School of Engineering and Applied Sciences, en tant que professeur à l'université Joshua et Beth Friedman. En 2015, il est devenu directeur du département de chimie et de biologie chimique.

## Contributions à la recherche
Les contributions de Lieber à la croissance, à la caractérisation et aux applications rationnelles d'une gamme de matériaux et d'hétérostructures fonctionnels à l'échelle nanométrique ont fourni des concepts centraux au paradigme ascendant des nanosciences. Il s'agit notamment de la synthèse rationnelle de blocs fonctionnels de nanofils fonctionnels, de la caractérisation de ces matériaux et de la démonstration de leur application dans des domaines allant de l'électronique, l'informatique, la photonique et les sciences de l'énergie à la biologie et la médecine.

## Récompenses et distinctions
- Prix ACS en chimie des matériaux 2004[11]
- Prix de la nanoscience inorganique, ACS Division of Inorganic Chemistry 2009[12]
- Fred Kavli Distinguished Lectureship in Nanoscience, Materials Research Society 2010[13]
- Prix Wolf de chimie 2012[14]
- Nano Research Award, Tsinghua University Press / Springer 2013[15]
- Prix IEEE Nanotechnology Pioneer 2013[16]
- Prix Willard-Gibbs (2013)[17]
- Prix MRS Von Hippel 2016[18] (2016)
- Prix Remsen (en) 2016[19]
- Prix des pionniers du directeur des NIH 2017[20]
- Prix Welch en chimie 2019[21]

### Autres distinctions et fonctions
Lieber est membre élu de l'Académie nationale des sciences, l'Académie américaine des arts et des sciences, l'Académie nationale de médecine, la National Academy of Inventors, l'Académie nationale d'ingénierie et un membre étranger élu de l'Académie chinoise des sciences (2015 ). Il est élu membre de la Materials Research Society, de l'American Chemical Society (classe inaugurale), de l'Institut de physique, de l'Union internationale de chimie pure et appliquée (UICPA), de l'American Association for the Advancement of Science et du World Technology Network, et membre honoraire de la Chinese Chemical Society. En outre, il appartient à l'American Physical Society, à l'Institut des ingénieurs en électricité et en électronique, à la Société internationale de génie optique, à l'Optical Society of America, à la Biophysical Society et à la Society for Neuroscience. Lieber est corédacteur en chef de la revue Nano Letters et siège aux conseils de rédaction et consultatifs de plusieurs revues scientifiques et technologiques.
Il obtient un doctorat honoris causa de l'université de Chicago le 9 juin 2018.